# سعادت منصور نادری
سید سعادت منصور نادری (زاده ۱۲ حوت/اسفند ۱۳۵۵ - کابل) سیاستمدار افغانستانی و وزیر اسبق وزارت شهرسازی و مسکن افغانستان است. وی در سال ۲۰۱۵ به پارلمان معرفی شد و توانست رای اعتماد پارلمان را کسب کند. بعدها در ۲۳ جوزا/خرداد ۱۳۹۷ به‌دلیل مشکلات پزشکی به همراه ۴ معاون خود استعغا داد و روشان ولسمل جانشین وی شد.

## زندگی‌نامه
سید سعادت منصور نادری زاده ۱۲ حوت/اسفند ۱۳۵۵ از شهر کابل است. وی دوره آموزشی ابتدایی خود را تا صنف ششم در کابل و بغلان خواند و در سال ۱۳۶۷ به انگلستان مهاجرت کردو تحصیلات مدرسه‌ای خود را در مدرسه عالی وایتمورهیرو انگلستان به اتمام رسانید. وی سپس وارد دانشگاه هیرو در کشور انگلستان شد و در سال ۱۳۷۸ از رشته اقتصاد و تجارت بین‌الملل مدرک لیسانس خود را از دانشگاه (north London) کسب کرد. وی در سال ۱۳۸۲ به افغانستان بازگشت. از خویشاوندان سرشناس وی می‌توان سید منصور نادری (پدر) و فرخنده زهرا نادری(خواهر) وی را نام برد.

### فعالیت‌ها
- ۱۳۸۳ - ۱۳۸۸: رئیس کمیته اقتصادی بنیاد آغاخان.
- ۱۳۸۵- ۱۳۸۷: عضو هیئت مدیره بانک مرکزی افغانستان.
- ۱۳۸۶: تأسیس نخستین شرکت بیمه به نام شرکت بیمه افغانستان.
- فعالیت در بخش‌های مختلف صنعتی و استخراج معادن
- ۱۳۹۴ - ۱۳۹۷: وزیر شهرسازی و مسکن افغانستان
- عضو هیئت مذاکره کننده صلح افغانستان